# Asbest
Asbest (rusky Асбе́ст) je město ve Sverdlovské oblasti v Ruské federaci. Při sčítání lidu v roce 2010 měl bezmála sedmdesát tisíc obyvatel.

## Poloha
Asbest leží na řece Reftu, přítoku Pyšmy v povodí Obu, na východním úpatí Středního Uralu. Od Jekatěrinburgu, správního střediska celé oblasti, je vzdálen přibližně osmdesát kilometrů na severovýchod. Nejbližší sousední město je Zarečnyj ležící dvacet kilometrů na jih.

## Dějiny
V roce 1885 bylo v blízkosti dnešního města započato s těžbou azbestového ložiska. V roce 1889 byl založen zárodek dnešního města s jménem Kudělka (Куделька). V roce 1933 došlo k přejmenování na Asbest a k povýšení na město.

### Rodáci
- Nikolaj Michajlovič Avvakumov (1908–1945), grafik
- Alexej Grigorjevič Machňov (1921–1984), voják
- German Borisovič Sitnikov (* 1932), tanečník
- Viktor Fjodorovič Basargin (* 1957), politik
- Alexandr Konstantinovič Kozlov (1961–2001), klavírista a skladatel
- Gleb Rudolfovič Samojlov (* 1970), hudebník
- Jegor Leonidovič Mechoncev (* 1984), boxer
- Dmitrij Utkin (1970–2023), voják, pozdější zakladatel žoldnéřské Vagnerovy skupiny